# Harald Stenvaag
Harald Stenvaag (n. 5 martie 1953, Comuna Ålesund, Provincie a Norvegiei (fylke), Norvegia) este un trăgător de tir ce a reprezentat Norvegia, medaliat olimpic. A participat la 6 ediții ale Jocurilor Olimpice (1984, 1988, 1992, 1996, 2000, 2004) în care a câștigat o medalie de argint și o medalie de bronz.